# 乌鹳异棘口吸虫
乌鹳异棘口吸虫（学名：Allechinostomum nigriciconiatum）为棘口科异棘口属的动物。在中国大陆，分布于湖南等地，营寄生生活，宿主乌鹳小肠。该物种的模式产地在湖南。